# 平福百穂

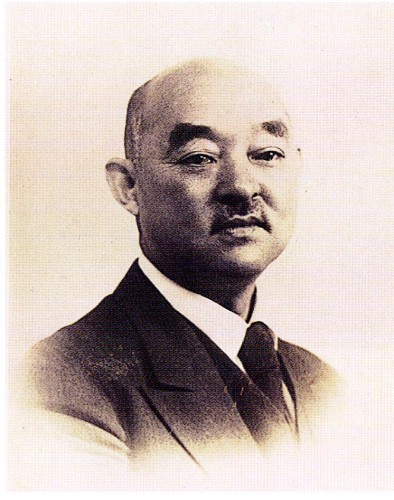
平福百穂

平福百穂（ひらふく ひゃくすい、1877年（明治10年）12月28日 - 1933年（昭和8年）10月30日）は、日本画家、歌人。

## 経歴

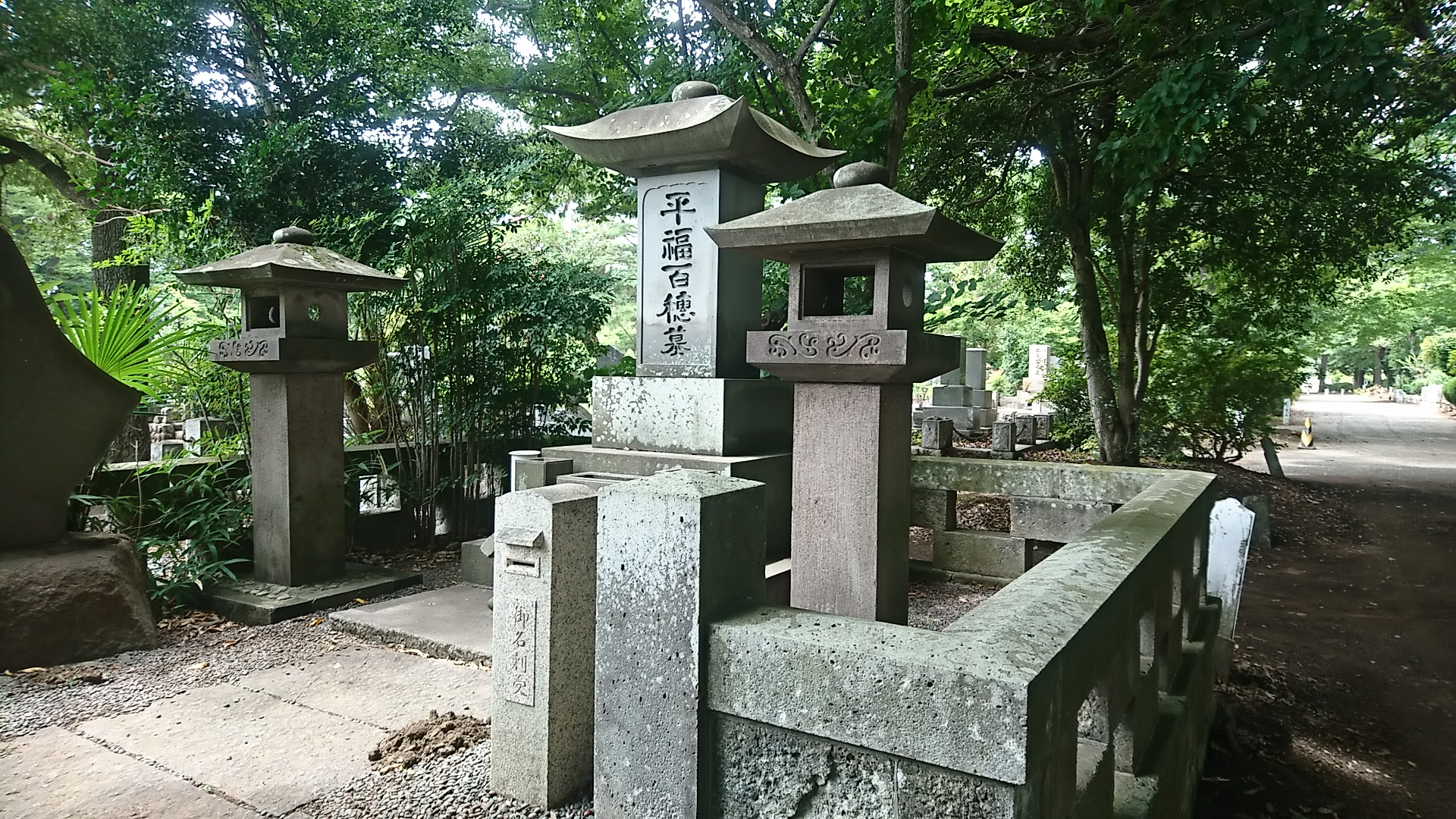
多磨霊園にある平福百穂の墓

画家平福穂庵（順蔵）の四男として、秋田県角館（仙北市）に生まれた。本名は貞蔵。
幼い時から秋田市の豪商である那波家のコレクションなどで、秋田蘭画を見て育ったが、1890年（明治23年）から父から絵を学びはじめる。同年末に父が急死すると、翌年から父の後援者の援助を受け、本格的に絵を学び始める。同じ年の秋に開かれた亡父の追悼画会で画才を認められ、「百年」の百と「穂庵」の穂を取って「百穂」と号す。
1894年（明治27年）に上京し、四条派の第一人者川端玉章の内弟子となる。
1897年（明治30年）に川端塾の先輩だった結城素明の勧めにより東京美術学校に入学する。1899年（明治32年）同校を卒業。翌1900年（明治33年）に素明らと无声会を結成、日本美術院のロマン主義的歴史画とは対照的な自然主義的写生画を目指す。1916年（大正5年）に金鈴社を結成してからは、中国の画像石や画巻、南画への関心を示す古典回帰が見られる作品を発表し、1932年（昭和7年）の「小松山」など、自然主義と古典が融合した作品を生み出すに至った。
歌人としては、1903年（明治36年）頃から伊藤左千夫と親しくなり、アララギ派の歌人として活動した。歌集『寒竹』がある。島木赤彦は百穂の絵画頒布会を開催することで、「アララギ」の経営を助けた。また、秋田蘭画の紹介にも努めた。作家・田口掬汀と親しく、掬汀の孫の高井有一の小説『夢の碑』に、棚町鼓山として登場する。
平福は、平福を中心に川端龍子・小川千甕・小川芋銭らと日本画グループ「珊瑚会」を形成した。「珊瑚会」は1915年（大正4年）から1924年（大正13年）まで10回の展覧会を主催している。1929年、帝国美術学校教授。1930年、帝国美術院会員。1932年、東京美術学校教授。
1933年（昭和8年）10月25日、兄の急逝を受けて秋田県横手町を訪問中、脳溢血で倒れた。東京から三角和正、斎藤茂吉が駆けつけたが、回復しないまま同年10月30日に死去。同地で火葬に付された後、東京で葬儀が営まれた。墓所は多磨霊園(5-1-10-15)と仙北市学法寺。

## 顕彰施設

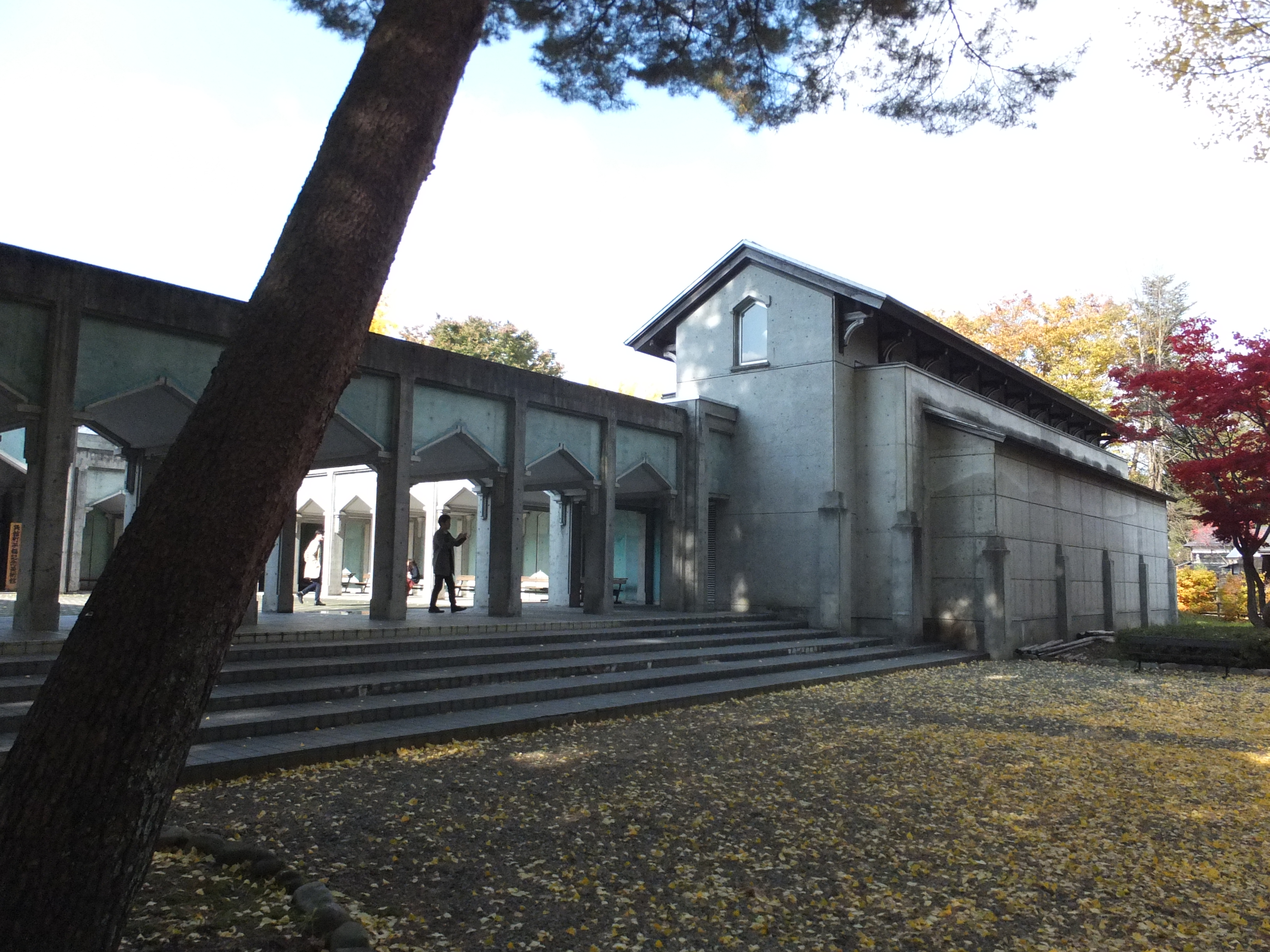
仙北市立角館町平福記念美術館

- 仙北市立角館町平福記念美術館（秋田県仙北市）

## 代表作
- 朝露（三の丸尚蔵館） 屏風 六曲一双 絹本着色 1915年
- 豫譲（永青文庫）屏風 六曲一双 絹本裏箔着色 1917年 第11回文展特選（重要文化財）
- 荒磯（東京国立近代美術館）屏風 二曲一双 紙本着彩 1926年 第7回帝展出品
- 玉柏（三の丸尚蔵館） 屏風 六曲一双 絹本着色 1928年

## 画集など
- 『百穂画集』光琳社 1918
- 『寒竹 歌集』古今書院 アララギ叢書 1927
- 『日本洋画曙光』岩波書店 1930  「日本洋画の曙光」岩波文庫
- 『平福百穂画集』田口掬汀編 岩波書店 1934
- 『竹窓小話』古今書院 アララギ叢書 1935
- 『寒竹 歌集』岩波書店 アララギ叢書 1945 のち短歌新聞社文庫
- 『鏑木清方・平福百穂 鈴木進 講談社版日本近代絵画全集 第21集』1962
- 『平福百穂 富田渓仙 現代日本の美術 2』集英社 1975
- 『平福百穂素描集』秋田魁新報社 1982
- 『平福百穂書簡集』富木友治編 翠楊社 1981
- 『現代の水墨画 3 菱田春草・平福百穂』講談社 1984

## その他
岩波文庫の中表紙と裏表紙中央に配された「岩波」の壺形マーク、及び表紙の唐草模様は平福百穂のデザインである。現在では唐草模様はカバーの下になっているが、正倉院宝物の「鳥獣花背方鏡」の意匠を模したもので、創刊以来使われている。

## 研究文献
- 小高根太郎『平福百穂』東京堂 1948
- 村松梢風『本朝画人伝 巻5』中央公論社 1973
- 松本幾世『回想平福百穂先生』至芸出版社 1981
- 平福一郎『平福百穂をめぐる書簡と葉書 共鳴するこころ』1995
- 加藤昭作『評伝平福百穂』短歌新聞社 2002

## 関連事項
- 川端画学校
- 秋田蘭画
- 秋田県立角館高等学校